# Paweł Kempka

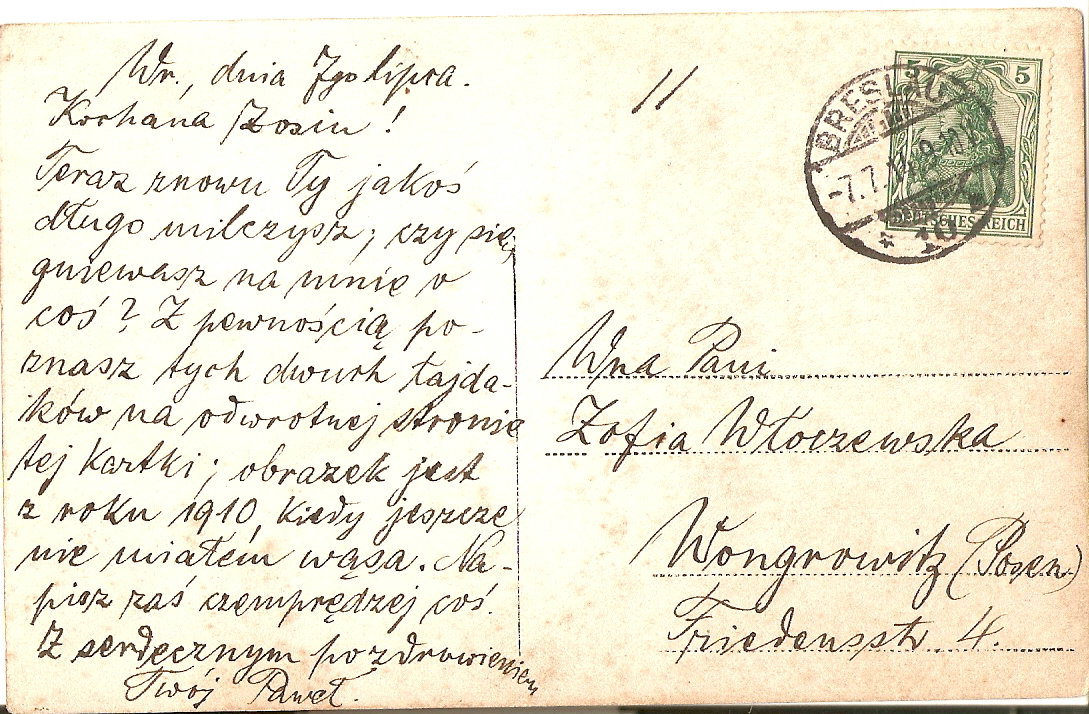
Pocztówka napisana do Heleny Zofii Włoczewskiej w czasie studiów we Wrocławiu

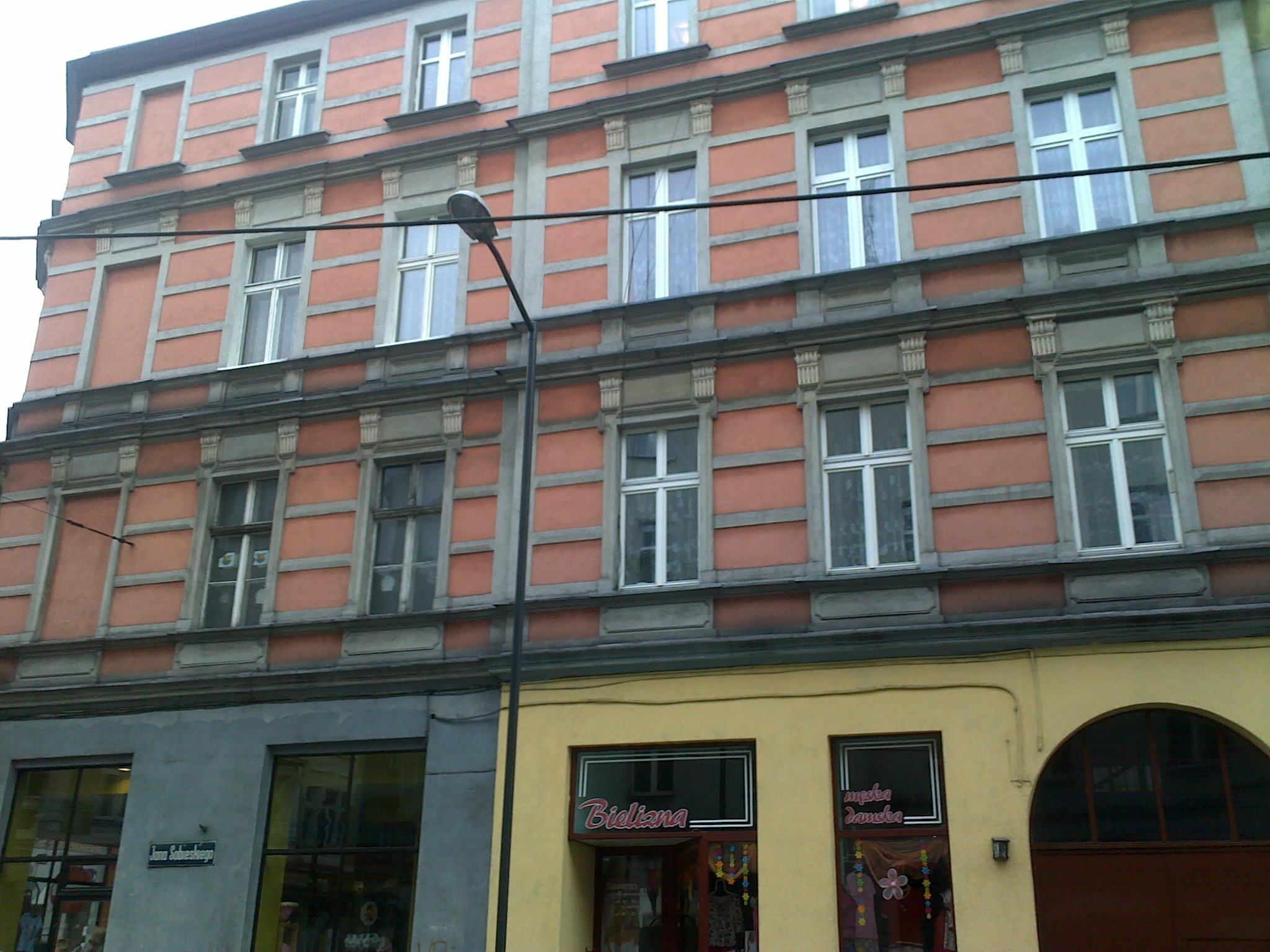
Kamienica, w której mieszkała rodzina Kempków (Chorzów, ul. Sobieskiego)

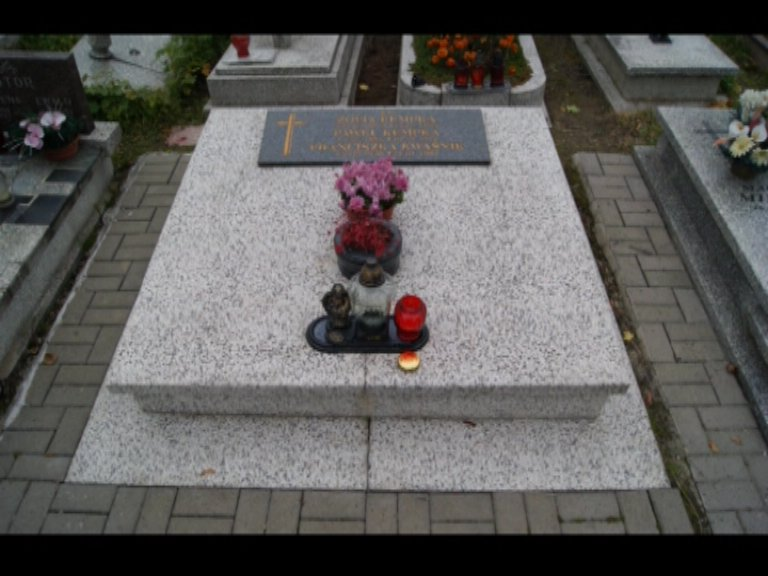
Grób Pawła Kempki

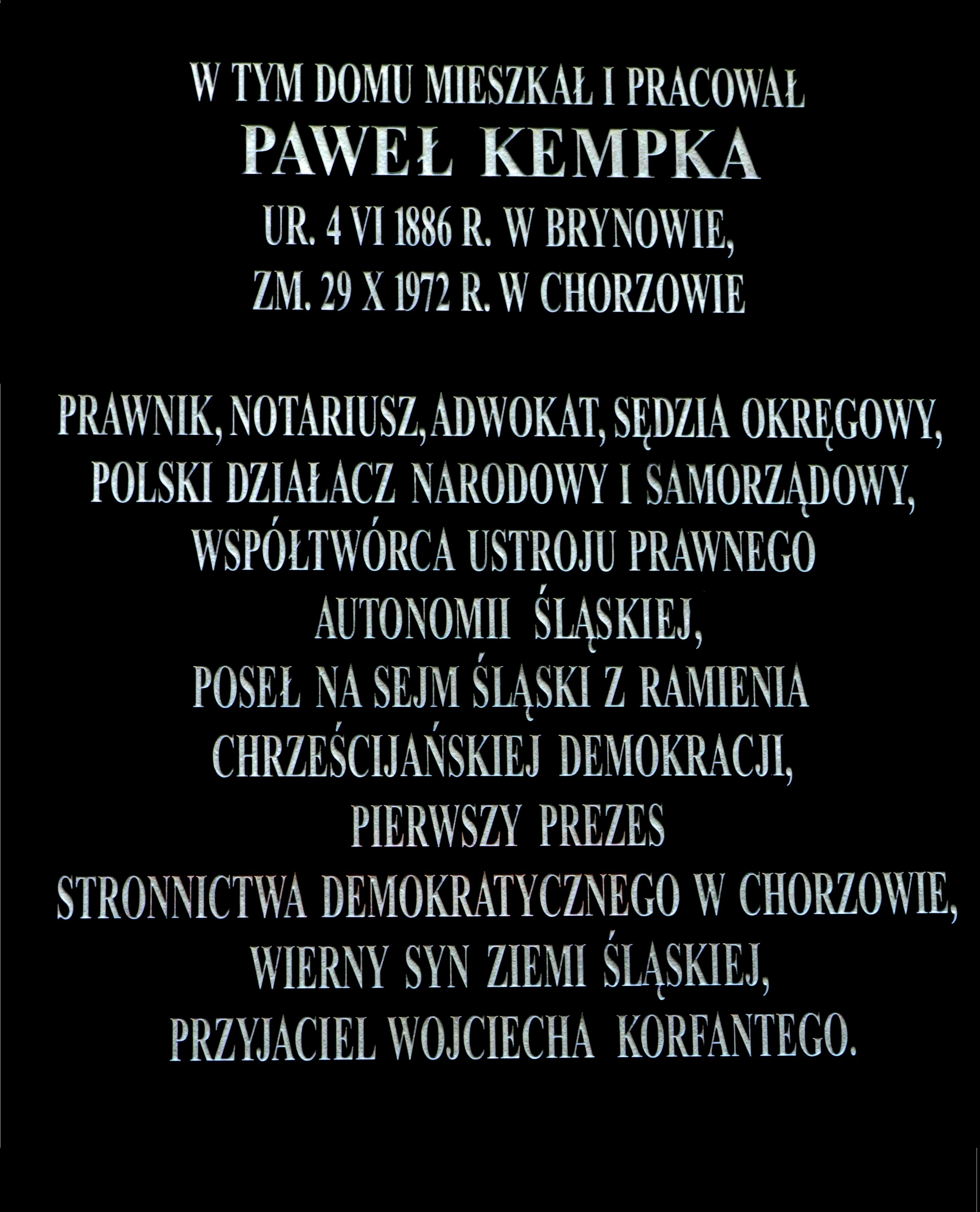
Tablica poświęcona pamięci Pawła Kempki umieszczona na gmachu kamienicy przy ul. Sobieskiego w Chorzowie

Paweł Kempka (ur. 4 czerwca 1886 w Brynowie, zm. 29 października 1972 w Chorzowie) – polski prawnik, działacz narodowy i samorządowy, współtwórca ustroju prawnego Autonomii Śląskiej, poseł do Sejmu Śląskiego z ramienia Chrześcijańskiej Demokracji, pierwszy prezes Stronnictwa Demokratycznego w Chorzowie.

## Życiorys

### Młodość i edukacja
Był synem Franciszka Kempki, z zawodu górnika oraz Zofii z Mildnerów. Urodził się w Brynowie, obecnej dzielnicy Katowic. Dorastał w rodzinie o śląskich tradycjach.
Uczył się w szkole elementarnej w Brynowie w latach 1892–1898. Edukację kontynuował w gimnazjum w Katowicach w latach 1899–1907. Uczęszczał do klasy między innymi z Maksymilianem Wilimowskim i Stanisławem Skibą. Byli jedynymi uczniami w swojej klasie, którzy deklarowali, że w domu mówią wyłącznie po polsku i nie używają niemieckiego. W latach 1907 - 1908 studiował historię i filologię klasyczną na Uniwersytecie w Halle. Następnie w latach 1908–1913 studiował prawo na uniwersytecie we Wrocławiu. W trakcie studiów należał do nielegalnej, tajnej Grupy Narodowej we Wrocławiu, która organizacyjnie podporządkowana była Kołu Braterskiemu Związku Młodzieży Polskiej "Zet". Od 1 stycznia 1911 roku do 18 września 1914 roku pracował jako pomocnik w Bibliotece Uniwersyteckiej przy obecnej ul. św. Jadwigi we Wrocławiu. Jej dyrektor - Fritz Milkau szczególnie cenił jego znajomość języków słowiańskich. Po studiach w latach 1914–1916 odbywał aplikację w Bierutowie oraz w Bytomiu. W latach 1916–1918 był zastępcą adwokata w Gnieźnie. W marcu 1919 roku złożył egzamin asesorski.

### Komisaryczny burmistrz Gniezna
Oficjalnie od 1 listopada 1919 roku sprawował urząd burmistrza komisarycznego Gniezna. Jednak już od 16 marca osobiście podpisywał wszystkie dokumenty, chociaż formalnie burmistrzem był jeszcze Zygmunt Rabski. Z urzędu burmistrza ustąpił w dniu 3 marca 1920 roku. Według innych źródeł funkcję tę pełnił już od 11 czerwca 1917 roku. Podczas konferencji Polskiego Episkopatu w dniach od 26 do 30 sierpnia 1919 roku stojąc na czele górnośląskiej delegacji złożył nuncjuszowi apostolskiemu Achillesowi Rattiemu (późniejszemu papieżowi Piusowi XI) petycję żądającą pozbawienia księży niemieckich możliwości wywierania politycznego wpływu na wiernych, wyłączenia terenu plebiscytowego spod jurysdykcji arcybiskupa wrocławskiego i przekazanie jej osobnej komisji apostolskiej, a następnie oddzielenia Górnego Śląska i Śląska Cieszyńskiego od diecezji wrocławskiej. W petycji żądano również połączenia wspomnianych terenów z przylegającymi terytoriami polskimi, a także utworzenia osobnej diecezji ze stolicą w Częstochowie. Postulaty te nie zostały zrealizowane. 27 października 1919 roku witał przybywającego do Gniezna z wizytą naczelnika państwa Józefa Piłsudskiego. 

### Działalność w czasie powstań śląskich
W marcu 1920 roku powrócił na Górny Śląsk i wraz z rodziną zamieszkał w Katowicach. Od 1 marca 1920 roku do 1 maja 1921 roku pracował w Polskim Komisariacie Plebiscytowym w Bytomiu na stanowisku szefa Wydziału Administracyjnego. Jego sekretarzem był Konrad Sitko. Najpóźniej wtedy rozpoczął współpracę z Wojciechem Korfantym. Jednocześnie wstąpił do Chrześcijańskiej Demokracji. W czasie III powstania śląskiego pełnił funkcję szefa administracji cywilnej w Polskim Komisariacie Plebiscytowym. Wchodził w skład 8-osobowej Komisji Samorządowej Polskiego Komisariatu Plebiscytowego, której zadaniem było opracowanie ustroju prawnego Autonomii Śląskiej. Zajmował się między innymi kwestiami podatkowymi i administracyjnymi. Na prośbę Wojciecha Korfantego został delegatem Polskiego Komisariatu Plebiscytowego w Warszawie. Otrzymał również pełnomocnictwo do zawierania umów z rządem centralnym. Do stolicy przybył około 7 lipca 1920 roku. W tym czasie prowadził negocjacje z wiceministrem skarbu Romanem Rybarskim. Zaakceptował proponowane przez niego rozwiązania dotyczące finansów, które w przyszłości miały zostać uregulowane na drodze legislacyjnej w ramach statutu organicznego. Swoją pracę wspominał następująco:
"Komisarz Wojciech Korfanty powołał do życia komisję z 6 członków dla przygotowania ustawy o przyszłym ustroju autonomicznym Województwa Śląskiego. Było to może z końcem maja lub na początku czerwca 1920 roku. Komisja ta składała się z następujących członków: adwokata Wolnego, ówczesnego asesora dra Potyki, śp. dra Diamanda (brata posła na Sejm Ustawodawczy Hermana Diamanda), dra Rakowskiego, redaktora Rybarza i mnie. O powołaniu tej Komisji doniósł Komisarz Plebiscytowy Wojciech Korfanty Rządowi Polskiemu w Warszawie. Pracami jej interesował się także profesor dr Józef Buzek, który wtedy był posłem na Sejm Ustawodawczy i dyrektorem Głównego Urzędu Statystycznego w Warszawie.
Wykonano kilka projektów, lecz większość członków Komisji chciała mieć autonomiczne Województwo Śląskie. Dużo czasu w Komisji zajęły obrady i dyskusje nad organizacją Województwa. (...) 
Po ustaleniu tych zasad członkowie Komisji podzielili pomiędzy siebie opracowanie szczegółowe poszczególnych działów statutu autonomicznego. Ten podział prac nastąpił, o ile sobie przypominam na początku lipca 1920 roku. Zanim jednak poszczególni członkowie mogli przystąpić do opracowania poruczonego im działu, Rząd Polski wezwał Komisarza Plebiscytowego p. Korfantego do przedłożenia mu uchwał Komisji, ponieważ Sejm ustawodawczy ze względu na zbliżające się pod Warszawę wojska bolszewickie, musi 15 lipca zakończyć sesję. Komisja spisała rezultat swoich prac mniej więcej w tej formie, jaka uchwalona została przez Sejm ustawodawczy 15 lipca 1920 roku jako ustawa konstytucyjna zawierająca Statut Organiczny Województwa Śląskiego. Tydzień przedtem wydelegowany zostałem przez Komisarza Plebiscytowego do Warszawy celem przedstawienia naszych żądań w dwóch punktach mianowicie: w sprawie monopoli (art. 8) Statutu Organicznego i w sprawie tangenty (art. 5 i załączona do niego formułka matematyczna).

W ten sposób Górny Śląsk otrzymał już dnia 15 lipca 1920 roku, kiedy nie należał jeszcze do Rzeczypospolitej polską Ustawę Konstytucyjną."
Ponadto agitował za Polską w miejscowościach Górnego Śląska w trakcie zebrań i wieców. W trakcie jednego z nich, który miał miejsce w Strzelcach Opolskich, dzięki pomocy żandarmów uniknął pobicia przez tłum heimattreuerów.
5 lipca 1921 roku został mianowany urzędnikiem Wydziału Administracyjnego w Naczelnej Radzie Ludowej w Katowicach. 6 lutego 1922 roku ustanowiono go urzędnikiem prezydencjalnym tego organu. 9 lipca 1922 roku w trakcie uroczystych obchodów przyłączenia Górnego Śląska w Krakowie zastępował wojewodę Rymera (w czasie bankietu wzniósł toast na cześć Krakowa). 7 sierpnia 1922 przestał pełnić funkcję naczelnika Wydziału Administracyjno-Samorządowego. Następnie pełnił rolę starszego radcy wojewódzkiego. Do jego zadań należało przygotowanie organizacji dwóch wydziałów Śląskiego Urzędu Wojewódzkiego: Bezpieczeństwa Publicznego i Robót Publicznych oraz Samorządowego.

### Poseł do Sejmu Śląskiego
W lipcu 1922 roku wraz z rodziną przeniósł się do Pszczyny, gdzie pracował jako adwokat. 24 września 1922 roku został wybrany na posła do Sejmu Śląskiego z okręgu wyborczego nr 2 z siedzibą w Katowicach. Uważany jest obecnie za jednego z najaktywniejszych posłów do Sejmu Śląskiego Śląskiej Chadecji. Pracował w następujących komisjach parlamentarnych: agrarnej, kontroli (której był przewodniczącym), legislacyjnej, mieszkaniowej, mniejszości narodowych, specjalnej i spółdzielczej.

Antycypował przyszłość państwa polskiego w kontekście traktatów lokarneńskich w swojej wypowiedzi w Sejmie Śląskim 13 marca 1925 roku: 
"Niewątpliwie chodzi Niemcom o to, ażeby zdobyć z powrotem te bogactwa, te skarby podziemne, te kuźnice na Górnym Śląsku, ażeby na wypadek przyszłej wojny mogli znowu produkować armaty i granaty, broń na Polskę i tą bronią przystąpić do czwartego rozbioru Rzeczypospolitej Polskiej".
Na drugą kadencję Sejmu Śląskiego został wybrany 11 maja 1930 roku z okręgu wyborczego nr 3 w Królewskiej Hucie. Na 10 posiedzeń (ponieważ kadencja drugiego sejmu Śląskiego trwała krótko) opuścił tylko jedno. W tym czasie był członkiem komisji administracyjno-samorządowej oraz zastępcą przewodniczącego komisji prawniczej i rugów wyborczych. 23 listopada 1930 roku ponownie został wybrany na posła z tego samego okręgu wyborczego. Był przewodniczącym trzech komisji sejmowych: nadzwyczajnej komisji ustrojowej, komisji specjalnej dla spraw parcelacyjnych oraz komisji regulaminowej. Równocześnie był wiceprzewodniczącym komisji rugów wyborczych oraz sekretarzem komisji prawniczej i komisji specjalnej dla rozrachunku między skarbem śląskim a skarbem Rzeczypospolitej. Jednocześnie był członkiem komisji wyznań religijnych i oświecenia publicznego. 

13 grudnia 1930 roku jako referent komisji regulaminowej w czasie obrad Sejmu Śląskiego wypowiedział następujące słowa w obronie uwięzionego w Brześciu Wojciecha Korfantego: 
"Ten odłam Komisji Regulaminowej twierdził, że takie samo prawo nietykalności, jakie mają posłowie na Sejm Warszawski, przysługuje także posłom na Sejm Śląski. Dalej powoływano się na to, że według zwyczajów parlamentarnych we wszystkich krajach europejskich, we wszystkich krajach rządzących się nowocześnie, na żądanie Sejmu, na żądanie ciała parlamentarnego, członkowie parlamentu zostaję wypuszczani z więzienia i postępowanie karne się przeciwko nim wstrzymuje i bardzo rzadko zachodzą w historii parlamentów takie wypadki, żeby ciała parlamentarne swego członka wydały lub odmówiły wstrzymania postępowania karnego.

Powoływano się dalej na zasługi posła Korfantego około przyłączenia Górnego Śląska do Polski, powoływano się na to, że lud górnośląski zrozumieć tego nie może, że przeciwko Korfantemu, który ten lud prowadził do Polski wytacza się takie ciężkie zarzuty, któreby upoważniały władze sądowe do przytrzymania go w więzieniu i to tak ciężkim więzieniu śledczym, że odgraniczony jest od świata i nie może się widzieć z członkami swojej rodziny, ani nawet obrońcami. Wobec tego należy temu ludowi śląskiemu, który się tak zaniepokoił takim postępowaniem wobec posła Korfantego dać jakieś uspokojenie"
Funkcję posła pełnił do 26 marca 1935 roku, czyli do końca trwania trzeciej kadencji Sejmu Śląskiego. W związku z wprowadzeniem Konstytucji Kwietniowej, podobnie jak Konstanty Wolny, wycofał się z działalności politycznej. 
Równocześnie prowadził działalność samorządową w Tarnowskich Górach. W maju 1924 przeniósł się do tego miasta, a od 1926 do 1931 roku był radnym miejskim Tarnowskich Gór i jednocześnie przewodniczącym rady miejskiej. W tym czasie szczególnie współpracował z Bronisławem Hagerem. Pracę samorządowca zakończył w 1931 roku, po tym jak w 1930 r. władze sanacyjne pozbawiły go notariatu.
W 1931 roku przeprowadził się do Królewskiej Huty (dziś Chorzów). W latach 1931–1934 pracował w tym mieście jako adwokat i notariusz, a do wybuchu wojny już wyłącznie jako notariusz.
W okresie dwudziestolecia międzywojennego angażował się społecznie w działalność między innymi: Banku Ludowego w Tarnowskich Górach, Korporacji Akademickiej K!Constantia w Krakowie (był jej filistrem honorowym), Związku Obrony Kresów Zachodnich, Towarzystwa Przyjaciół Nauk na Śląsku oraz Śląskiego Związku Akademickiego.

### Okres II wojny światowej
W pierwszych dniach okupacji uwięziony przez wojska niemieckie w charakterze zakładnika. W czasie II wojny światowej nie podpisał Volkslisty, za co został przez Niemców pozbawiony notariatu i całego majątku. Niemiecki oficer w czasie przesłuchania usilnie nakłaniał go do podpisania Volkslisty, między innymi wskazywał na niemiecko brzmiące nazwisko. Tymczasem Paweł Kempka odmówił. W trakcie rozmowy stwierdził, że co prawda nie zna za dobrze Mickiewicza, Słowackiego i innych polskich wieszczów narodowych, ponieważ nie uczył się o nich w niemieckiej szkole, mimo to zacytuje swojemu adwersarzowi fragment niemieckiego poety Goethego. Był to fragment, który mówił o tym, że ojczyzny się nie wybiera, ale że ojczyznę ma się w sercu. Paweł Kempka cudem uniknął wywiezienia do obozu koncentracyjnego. Niemiecki urząd pracy skierował go do Grundstückgesellschaft (spółki zajmującej się administracją nieruchomościami) w Katowicach jako referenta prawnego.

### Czasy powojenne
Po wyzwoleniu Chorzowa pracował jako radca miejski. W lutym 1945 roku założył miejskie koło Stronnictwa Demokratycznego. Był też jego pierwszym prezesem. W sierpniu 1945 roku otworzył na nowo kancelarię notarialną. Pracował w Narodowym Banku Polskim. Był również sędzią okręgowym i prezesem Zrzeszenia Prywatnych Właścicieli Nieruchomości, a także tłumaczem przysięgłym języka niemieckiego. Paweł Kempka - wraz z innymi byłymi członkami chadecji zamieszkałymi w Chorzowie od 19 września 1945 roku - objęty został rozpracowywaniem o kryptonimie „1”. Powodem wszczęcia agenturalnego opracowania było podejrzenie o nieprzychylne ustosunkowanie do ustroju komunistycznego. Pod koniec 1945 roku zaczął w działalności Pawła Kempki mieszać się powojenny entuzjazm i nadzieja na przemiany społeczne z obawą przed nową władzą i przed stosowanymi przez nią represjami. To sprawiło, że na zjeździe koła SD w Chorzowie w dniu 18.11.1945 roku wybrano nowego przewodniczącego Romana Grabianowskiego, a Paweł Kempka pozostał w Zarządzie do połowy 1948 roku, by następnie działać w Komisji Rewizyjnej do 1955 roku. 
Wraz z Antonim Klejnotem doprowadził do niewysiedlania z terenów Opolszczyzny wielu autochtonów, którzy nie umieli się już dobrze posługiwać językiem polskim. W trakcie posiedzeń komisji weryfikacyjnej Paweł Kempka i Antoni Klejnot pytali o wyznanie i prosili o modlitwę w języku polskim. Wiele osób znało modlitwy i pieśni polskie prezentując je przed komisją. Wtedy Paweł Kempka i Antoni Klejnot kwalifikowali takie osoby i ich rodziny jako polskie i do pozostawienia na Opolszczyźnie. Po kilku posiedzeniach komisji obydwaj zostali wezwani do wojewody Zawadzkiego i wicewojewody Ziętka, by wyjaśnić, dlaczego proponują pozostawienie w Polsce ludzi, którzy się modlą przed komisją. Wezwanie było wynikiem donosu członka komisji z UB i oficera radzieckiego. Wojewoda Zawadzki przyjął wyjaśnienia. 
W trakcie trwania tragedii górnośląskiej Paweł Kempka na spotkaniu miejskiego komitetu SD stanął w obronie wywożonych do ZSRR górników i Ślązaków siłą wcielonych do Wehrmachtu, dzięki czemu skierowano apel do wojewody Zawadzkiego w ich obronie.     
W 1951 roku został wyznaczony notariuszem w Państwowym Biurze Notarialnym w Chorzowie. W tym samym roku Miejski Komitet Obrońców Pokoju złożył do Miejskiego Komitetu Stronnictwa Demokratycznego kłamliwy donos na Pawła Kempkę. Dzięki rozsądkowi i rozwadze uniknął wyrzucenia z SD, a także mogącego mu grozić więzienia. 
Ze względu na poglądy oraz przedwojenną działalność w chrześcijańskiej demokracji nie został odznaczony medalem 10-lecia Polski Ludowej.
W latach 60. Pawła Kempkę w jego domu odwiedzał Jerzy Jóźwiak. W trakcie rozmów Paweł Kempka żywo interesował się działalnością Stronnictwa wspominając pierwsze dni działalności po wyzwoleniu Chorzowa spod okupacji hitlerowskiej. Mówił o kolegach z Koła, których pracami kierował. Wskazywał na ogromny entuzjazm i nadzieje, jakie okazywali ludzie w związku z odzyskaną niepodległością. Z żalem wspominał stworzony później zły system polityczny, zwłaszcza represyjny w okresie stalinizmu. 
31 stycznia 1960 roku uczestniczył w ostatnim spotkaniu byłych członków wrocławskiej Grupy Narodowej, które zostało zorganizowane w Katowicach przez Stowarzyszenie "Pax". W trakcie spotkania przekazał Franciszkowi Szymiczkowi zachowaną przez siebie jednodniówkę z fidułki Wrocławskiej Grupy Narodowej, która odbyła się 15 grudnia 1909 roku. Opowiedział mu też o życiu wrocławskich studentów w pruskim uniwersytecie wrocławskim i tym samym pomógł mu ustalić wiele niezrozumiałych dla niego faktów z tamtego okresu. 
Również w tym czasie był zaangażowany społecznie, między innymi w działalność regionalnej gry liczbowej Karolinka oraz Stowarzyszenia Miłośników Chorzowa im. Juliusza Ligonia.
Od około 1965 roku zaczął tracić pamięć. Prawdopodobnie cierpiał na chorobę Alzheimera.
Paweł Kempka zmarł 29 października 1972 roku w Chorzowie. Został pochowany na cmentarzu świętej Jadwigi w tym mieście.

## Poglądy polityczne
Był zwolennikiem powrotu Śląska do Polski oraz współautorem i obrońcą Autonomii Śląskiej. W Sejmie Śląskim bronił praw ludności najuboższej. Opowiadał się za uchwaleniem konstytucji śląskiej, unifikacją Śląska z Polską, uregulowaniem pragmatyki urzędniczej w celu obrony śląskich urzędników. Był przeciwnikiem Michała Grażyńskiego i Józefa Piłsudskiego. Popierał Wojciecha Korfantego.
Po II wojnie światowej sprzeciwiał się odnawianiu działalności Stronnictwa Pracy, ponieważ był przeciwny rozdrabnianiu ugrupowań demokratycznych. Opowiadał się za szybkim przeniesieniem Politechniki Śląskiej z Krakowa do Katowic. Proponował też utworzenie Uniwersytetu Śląskiego.

## Życie prywatne
Był przyjacielem Wojciecha Korfantego. W 1919 roku ożenił się z Heleną Zofią Włoczewską – para miała czworo dzieci: Dobrochnę (farmaceutkę), Stanisława (architekta), Marię (mgr filologii polskiej) i Franciszkę (germanistkę). Ojcem chrzestnym Stanisława był Wojciech Korfanty. W czasie wojny Dobrochna i Stanisław zostali wywiezieni na roboty przymusowe do Niemiec, Maria pracowała przymusowo w hucie. Franciszka będąc 14 - letnią dziewczynką pracowała jako pomoc domowa.
Siostra Pawła Kempki (Anna) wyszła za mąż za Tomasza Kotlarza. Bratem Heleny Zofii z domu Włoczewskiej był Zygmunt Włoczewski.

## Ordery i odznaczenia
2 maja 1923 roku otrzymał Krzyż Kawalerski Orderu Odrodzenia Polski, a 16 lipca 1965 roku Krzyż Oficerski Orderu Odrodzenia Polski, którego jednak nie chciał nosić, ponieważ otrzymał go od władz komunistycznych. Bardziej cenił sobie przedwojenny order. W trakcie uroczystości Krzyż Oficerski wręczył Pawłowi Kempce Jan Grzbiela, który w 1939 roku był burmistrzem Tarnowskich Gór i we wrześniu tego roku został komendantem obrony tego miasta. W czasie II wojny światowej działał w Armii Krajowej. W tym czasie został też mianowany wojewodą opolskim przez rząd emigracyjny. Po wojnie wstąpił do Stronnictwa Demokratycznego.

## Upamiętnienie
- W 1988 roku Poczta Polska w Chorzowie wydała pamiątkowy datownik z podobizną Pawła Kempki: „Paweł Kempka – pierwszy prezes Stronnictwa Demokratycznego w Chorzowie”[66].
- W czterdziestą rocznicę śmierci Pawła Kempki Stowarzyszenie Miłośników Chorzowa wraz z rodziną Pawła Kempki zorganizowało wydarzenie społeczno-kulturalne pod hasłem: „Paweł Kempka – pamiętamy”[67].
- W ramach wydarzenia odsłonięto tablicę na budynku kamienicy przy ul. Sobieskiego 1 w Chorzowie[68], w której Paweł Kempka mieszkał i pracował oraz wydano pamiątkowy datownik upamiętniający to wydarzenie[69].
- W 2021 roku Filmowa Encyklopedia Powstań Śląskich zrealizowała krótki film dokumentalny pt. "Paweł Kempka - poseł z Królewskiej Huty". Link do filmu: https://www.youtube.com/watch?v=iaw_iZn3u6A